# Seol In-ah
Seol In-ah (eigentlich Bang Ye-rin; * 3. Januar 1996 in Suwon) ist eine südkoreanische Schauspielerin. Sie erlangte Bekanntheit durch ihre Rollen in Dramaserien.

## Leben
Seol In-ah studierte Schauspiel am Seoul Institute of the Arts. Sie gab ihr Schauspieldebüt 2015 in einer kleinen Rolle in der Fernsehserie Producer. Es folgten weitere, meist nur kleine Fernsehauftritte, ehe sie 2018 die Hauptrolle als Kang Ha-nee in der 121 Folgen langen Serie Sunny Again Tomorrow. 2019 folgten eine Nebenrolle als Sekretärin Go Mal-sook in 32 Folgen von Special Labor Inspector sowie die Hauptrolle der Kim Cheong-ah in Beautiful Love, Wonderful Life. Ihr Filmdebüt und zugleich ihre erste Hauptrolle in einem Film hatte sie bereits 2017 im Thriller Close Your Eyes.
2020 bis 2021 spielte Seol In-ah Jo Hwa-jin, Royal Noble Consort Eui in der Fantasy-Historienserie Mr. Queen. 2021 war sie in einer Nebenrolle im Katastrophenfilm Emergency Declaration zu sehen. 2023 folgten Hauptrollen in der Liebeskomödie Love My Scent sowie in den Fernsehserie Oasis und Twinkling Watermelon.
Für ihre schauspielerische Leistung wurde Seol In-ah mit zwei KBS Drama Awards (2018 als beste neue Schauspielerin sowie 2019 als beste Schauspielerin in einer Dramaserie) sowie 2019 mit dem Rookie Award bei den MBC Entertainment Awards ausgezeichnet.

## Filmografie (Auswahl)
- 2015: Producer (Peurodyusa; Fernsehserie, eine Folge)
- 2017: Close Your Eyes
- 2018: Sunny Again Tomorrow (Naeildo Malgeum; Fernsehserie, 121 Folgen)
- 2019: Special Labor Inspector (Teukbyeolgeunrogamdokgwan Jo Jang-pung; Fernsehserie, 32 Folgen)
- 2019–2020: Beautiful Love, Wonderful Life (Sarangeun Byutipul Insaengeun Wondeopul; Fernsehserie, 100 Folgen)
- 2020–2021: Mr. Queen (Cheorinwanghu; Fernsehserie, 20 Folgen)
- 2021: Emergency Declaration
- 2022: A Business Proposal (Sanae Matseon; Fernsehserie, 12 Folgen)
- 2023: Celebrity (Selleobeuriti; Fernsehserie, 1 Folge)
- 2023: Love My Scent (Uli salang-i hyang-gilo nam-eul ttae)
- 2023: Oasis (Oasiseu; Fernsehserie, 16 Folgen)
- 2023: Twinkling Watermelon (Banjjag-ineun Woteomellon; Fernsehserie, 16 Folgen)